# Casa Enric Llorens
La Casa Enric Llorens Grau és un edifici situat al xamfrà dels carrers de Còrsega i d'Enric Granados de l'Eixample de Barcelona, catalogat com a bé cultural d'interès local.

## Història
Va ser projectat el 1904 pel mestre d'obres Josep Pérez i Terraza i el 1907, any de finalització de les obres, va rebre una menció honorífica al concurs anual d'edificis artístics de l'Ajuntament de Barcelona (tot i que l'artífex no la va poder gaudir, ja que morí el 1906), fita que encara es recorda gràcies a la placa commemorativa que encara s'hi pot veure avui dia.
El 1916, l'arquitecte Antoni Millàs i Figuerola va projectar l'ampliació cap al carrer de Còrsega.

## Descripció
Edifici aixamfranat constituït per planta baixa (integrada per semisoterrani i entresol), pis principal i tres pisos més. Presenta una façana simètrica, elegant i senyorial, amb profusió de detalls escultòrics de caràcter historicista. A part dels mateixos d'aquests, el que més s'accentua són les pilastres situades a ambdós extrems del xamfrà i les tres tribunes del pis principal (dues als laterals i una al centre).
Al bell mig dels baixos de l'edifici se situa el portal d'entrada, amb una porta en forma d'arc de mig punt que està flanquejada per sengles columnes d'ordre toscà i fust estriat. Coronant cada capitell s'hi troben unes mènsules amb ornaments florals que subjecten la tribuna central del pis principal. Al centre d'ambdues mènsules es troba la gran clau de la volta, on consten unes inicials. Hi ha sis finestres a l'entresol: dues al centre de la façana i quatre als laterals aixamfranats. Les primeres són trífores, és a dir, estan dividides mitjançant columnetes en tres buits, i presenten una balustrada. En canvi, les segones són de dos tipus diferents. Unes són bífores, cosa que vol dir que estan dividides en dos per una columneta central. En canvi, les altres (situades als extrems laterals) no presenten cap mena de divisió, si bé tenen sengles columnetes als costats. Novament, totes elles estan acompanyades de balustrada. Les finestres esmentades, tant centrals com de les bandes, tenen al seu cadamunt unes mènsules que decoren la part inferior dels balcons que hi ha immediatament a sobre. Aquest arranjament és igual en tots els casos, a excepció de les finestres bífores que, com que estan just dessota de les tribunes, tenen una mènsula de majors dimensions i més ornamentada. Per acabar amb la planta baixa, esmentarem que en la seva part inferior (concretament, a la zona que correspon al semisoterrani) està resseguida per un sòcol de material i color diferent de la resta de la façana. Dit sòcol està ornat per estucat de carreus encoixinats en xamfrà i en punta de diamant. Hi ha en total onze obertures amb arcs escarsers i Tudor amb una clau molt marcada i sengles columnetes als costats que presenten capitells estriats.
El pis principalés el més ornamentat de tots (a mesura que pugen els pisos es van simplificant o perdent els elements decoratius). D'aquest en destaca la presència de tres tribunes, una central de majors dimensions i dues de laterals. La tribuna central té forma quadrada aixamfranada amb el vidre dividit per vuit columnetes toscanes. El carcanyol, l'intradós dels arcs i el mur de tancament inferior de la tribuna (sobre el qual estan disposades les columnes) estan profusament disposats ormanentats amb diferents tipus de flors, agrupades formant un pom o en garlandes. La balustrada del pis superior serveix com a tancament d'aquesta tribuna central, tot donant-li que li dona un aspecte encara més majestuós. Quant a les tribunes laterals, ambdues tenen forma semicircular i són idèntiques, en concepció i en elements decoratius (inclosa la balustrada superior), a la que acabem de descriure. Si s'efectua una observació des del carrer, es veurà veu que la part inferior de les tribunes presenten esgrafiats en tons crema i ocre. El pis principal es completa amb diversos balcons flanquejats per pilastres que, a sobre, es rematen rematats amb un carcanyol ornamentat i mènsules que fan de suport al següent balcó, mentre que la part inferior té una balustrada.
El primer i el segon pis presenten balcons idèntics que repeteixen el mateix patró que els anteriorment descrits, amb pilastres i abundant decoració estucada al seu carcanyol i mènsules. Els balcons es tanquen en la seva part inferior per baranes de ferro forjat, exceptuant els dos miradors centrals del primer pis, que tenen balustrada. La col·locació d'aquesta obeeix, simplement, a continuar l'ornamentació de la tribuna de la planta noble. El tercer i últim pis és, amb diferència, el més simple de tots, encara que això no vol dir que no presenti elements decoratius. En els balcons, dues pilastres sustenten un arc de mig punt que té un coronament vegetal.
Hi ha, encara, un altre element a destacar, que és comú en tots els pisos, són quatre columnes, situades als laterals dels xamfrans de l'edifici, que arrenquen des de nivell de terra i ressegueixen tota la façana. A la zona dels baixos el fust mostra línies horitzontals en perfecta alineació amb els carreus, mentre que en l'espai dels pisos principal al segon, és salomònica i està rematada per un capitell historiat. Com és d'esperar, en el cinquè pis el fust perd tota ornamentació.
El coronament actual no té cap mena d'embelliment, essent és senzillament un fris continu de carreus. Originalment, l'edifici presentava un impressionant coronament que constava de cinc medallons centrals amb un rosetó superior, dues torretes acabades en cúpules punxegudes als angles aixamfranats i un darrer medalló lateral, també amb la seva rosassa.
El vestíbul té un aire rococó i està altament adornat amb relleus de guix de color blanc. En primer terme trobem un arc carpanell sostingut sobre columnes d'ordre toscà, que precedeix l'escalinata de marbre, amb un pilar molt ornamentat coronat per un fanal seguit d'una balustrada. El sostre, de volta de mig punt, presenta una pintura al fresc amb angelets i elements florals.

## Galeria d'imatges

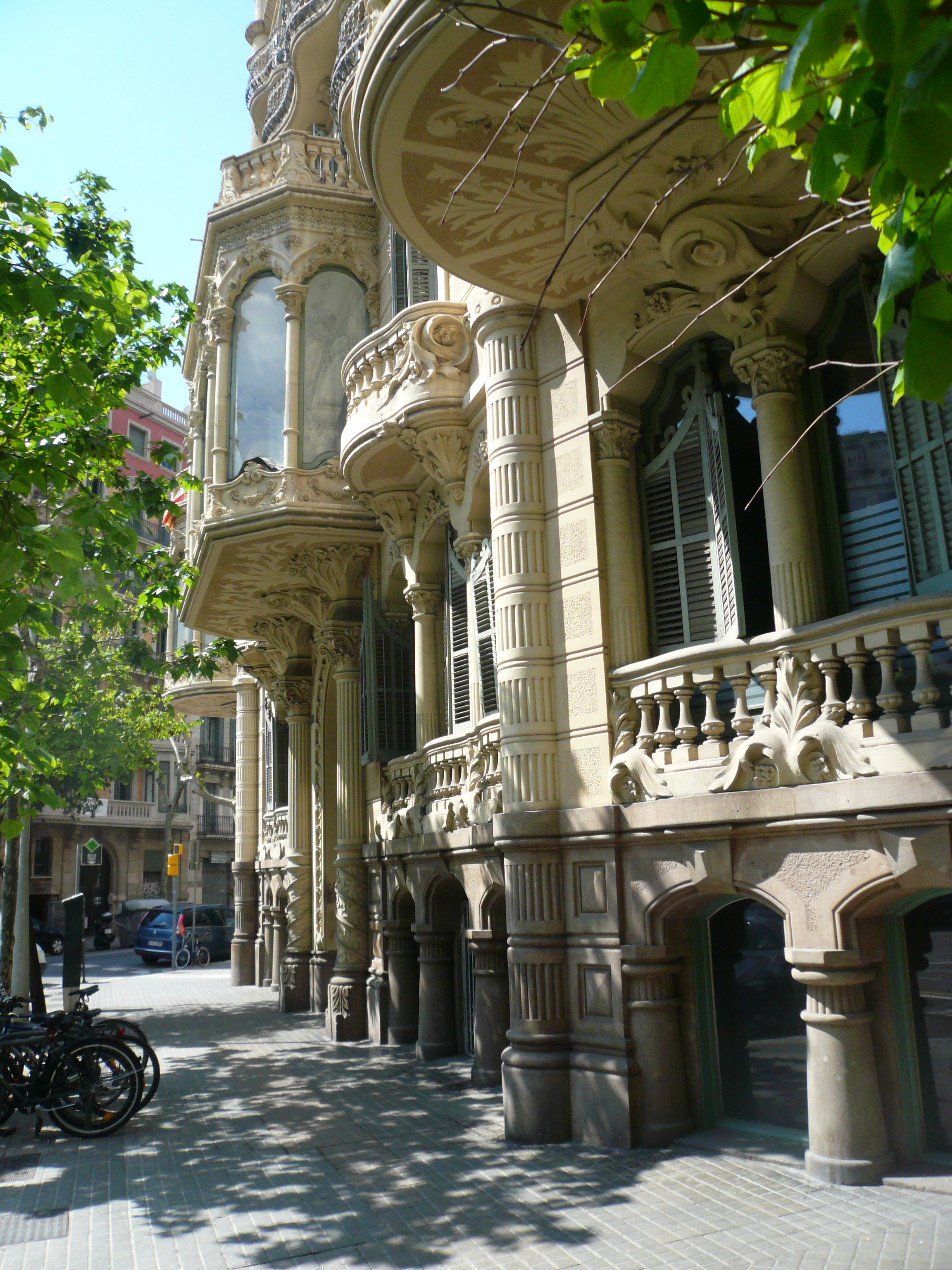
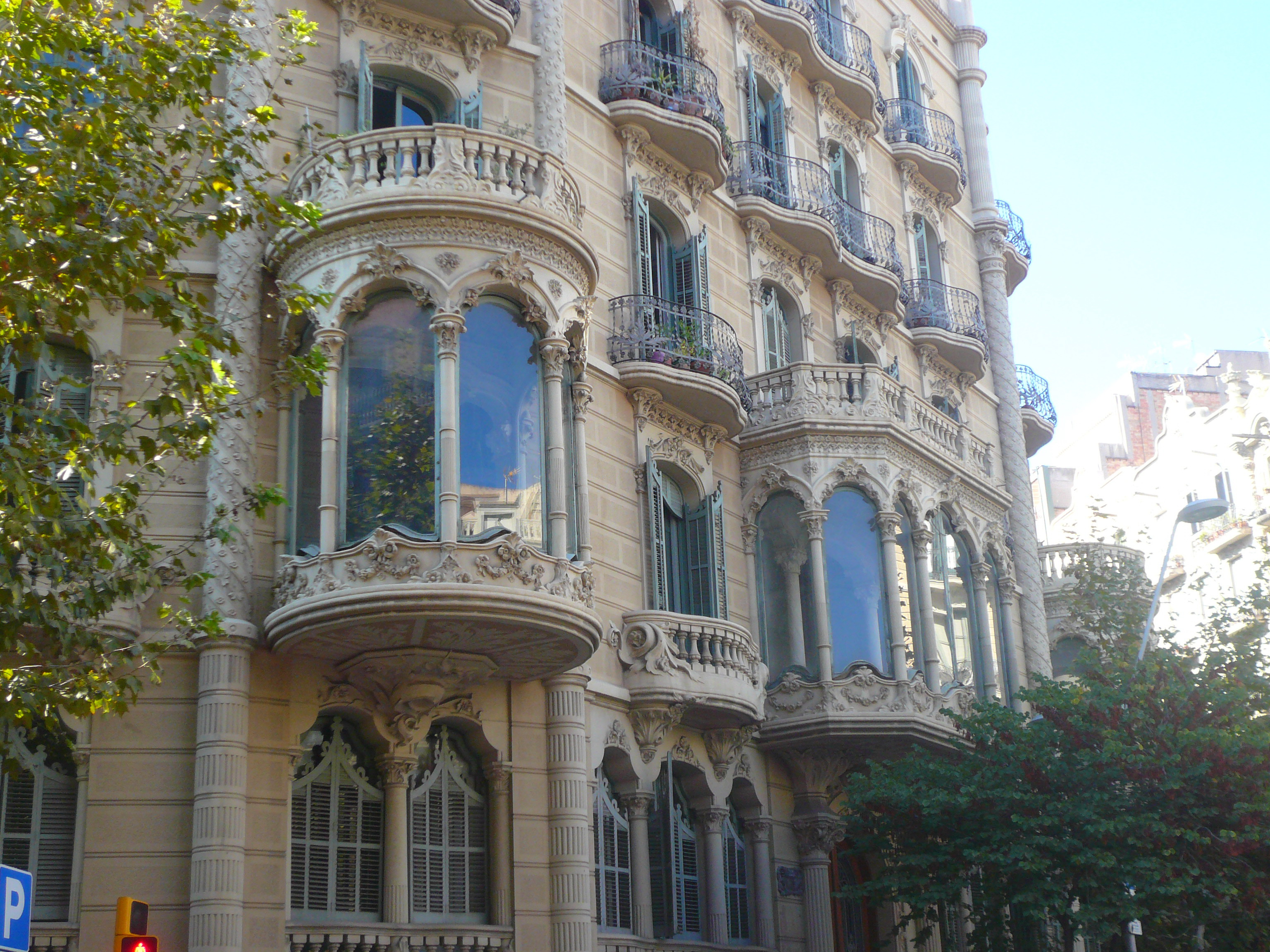
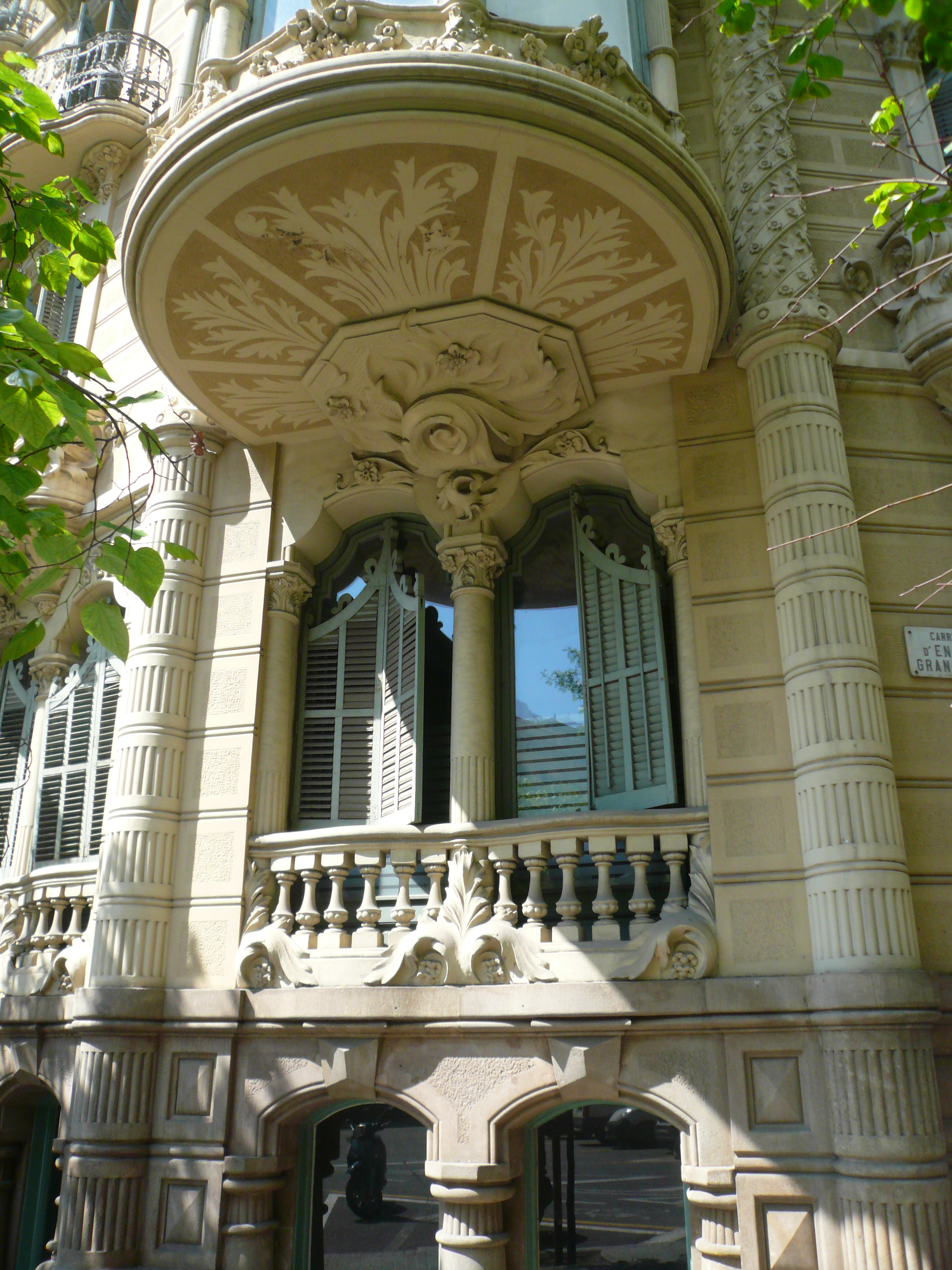
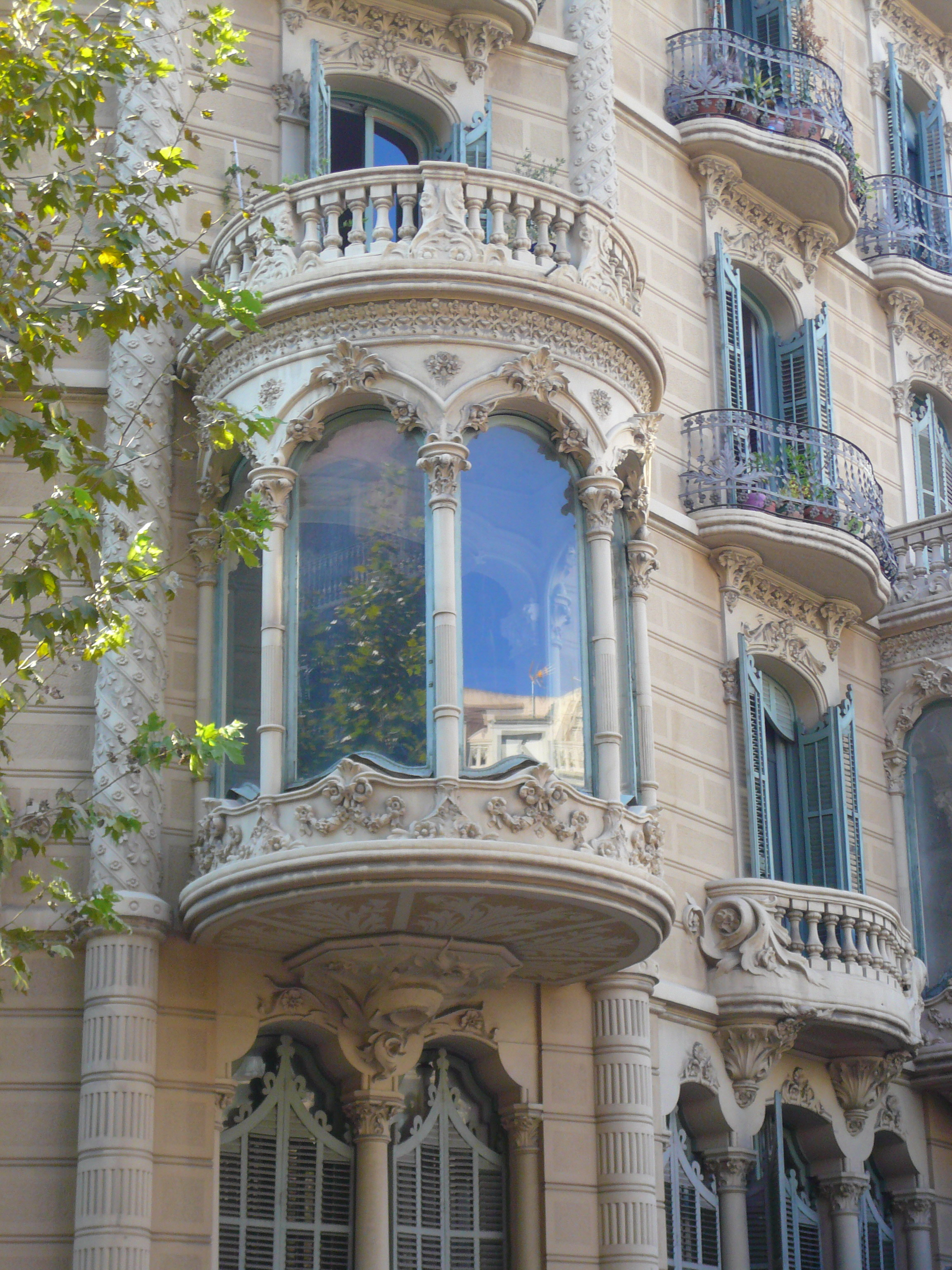
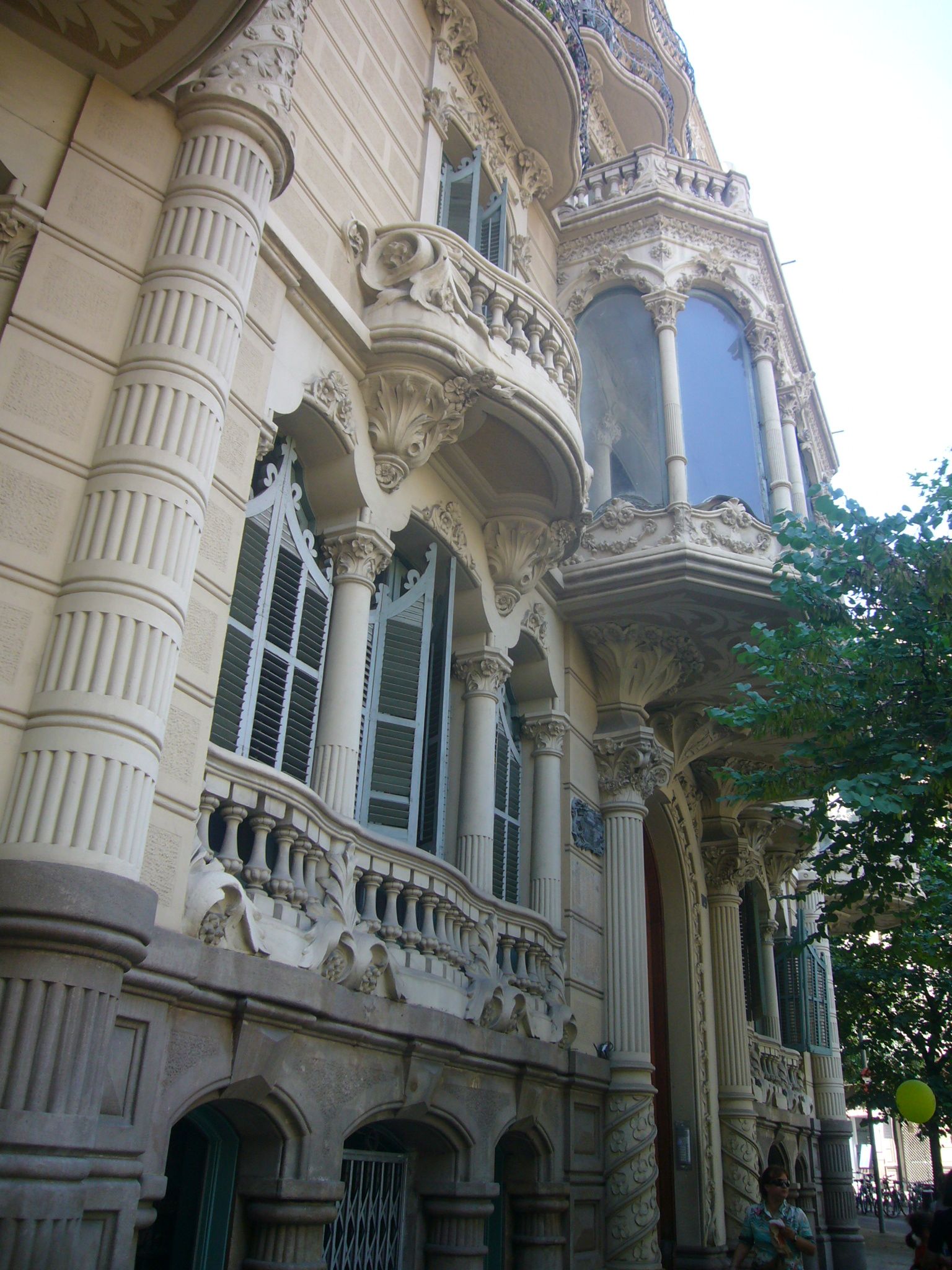
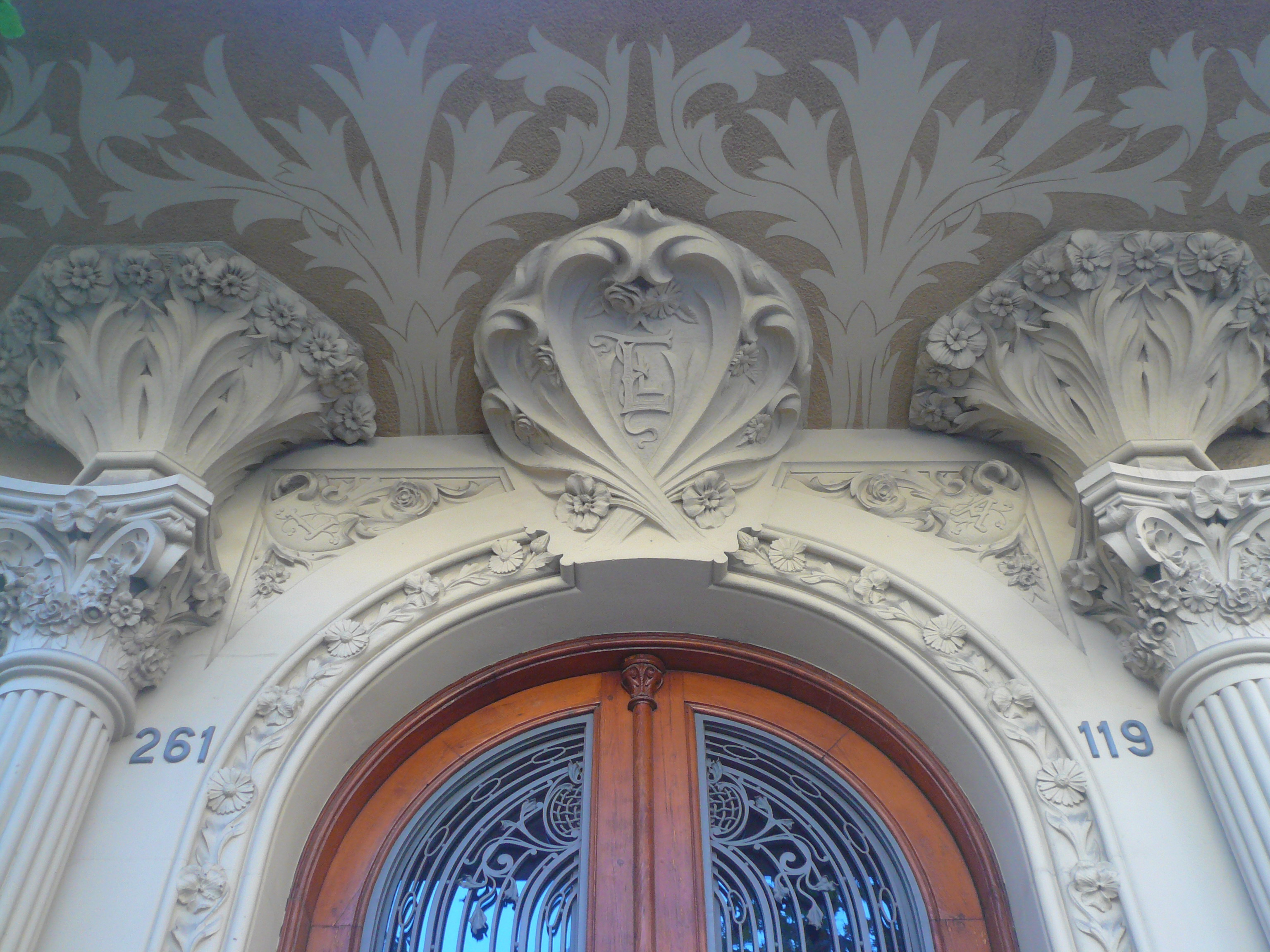
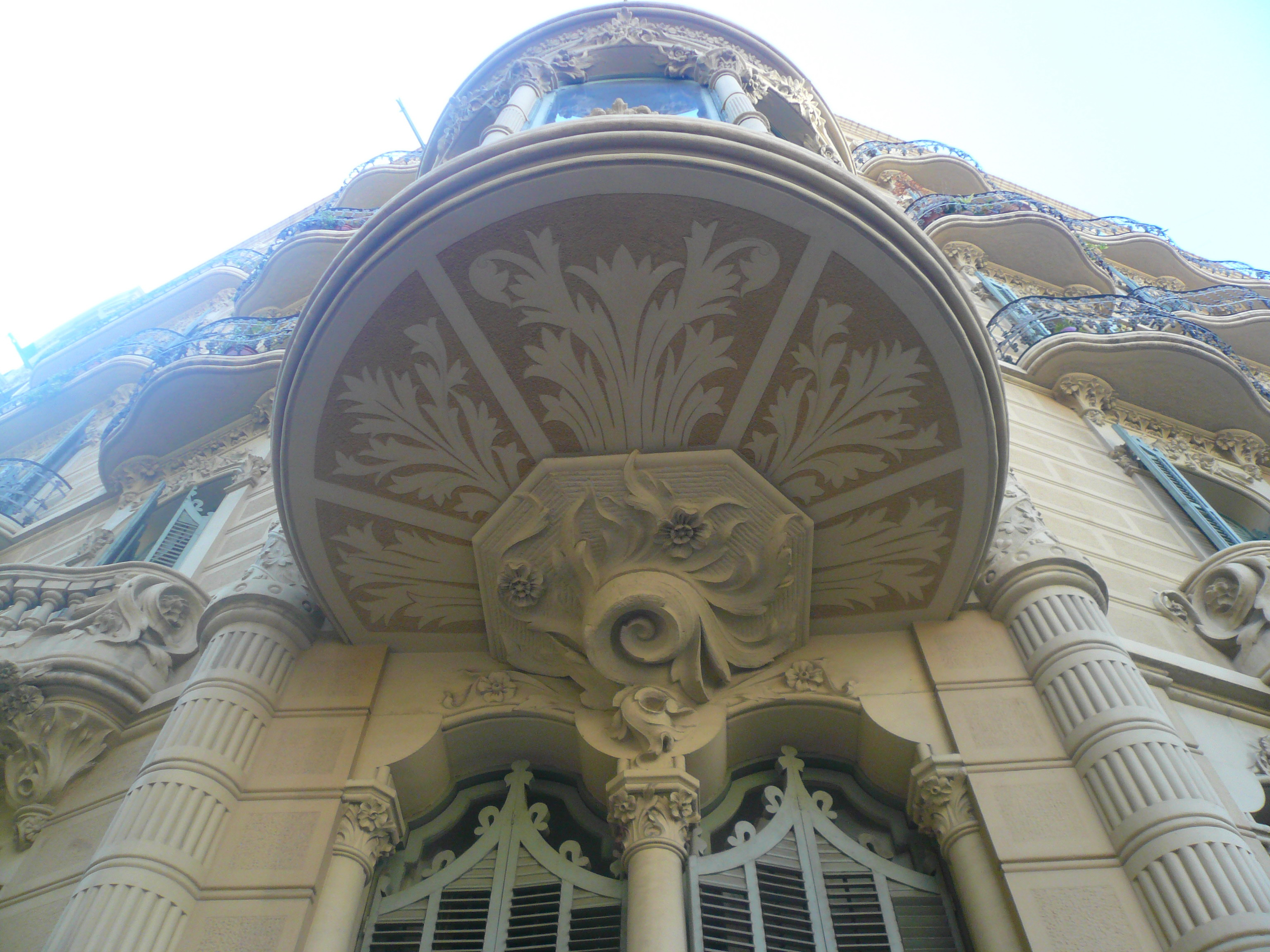
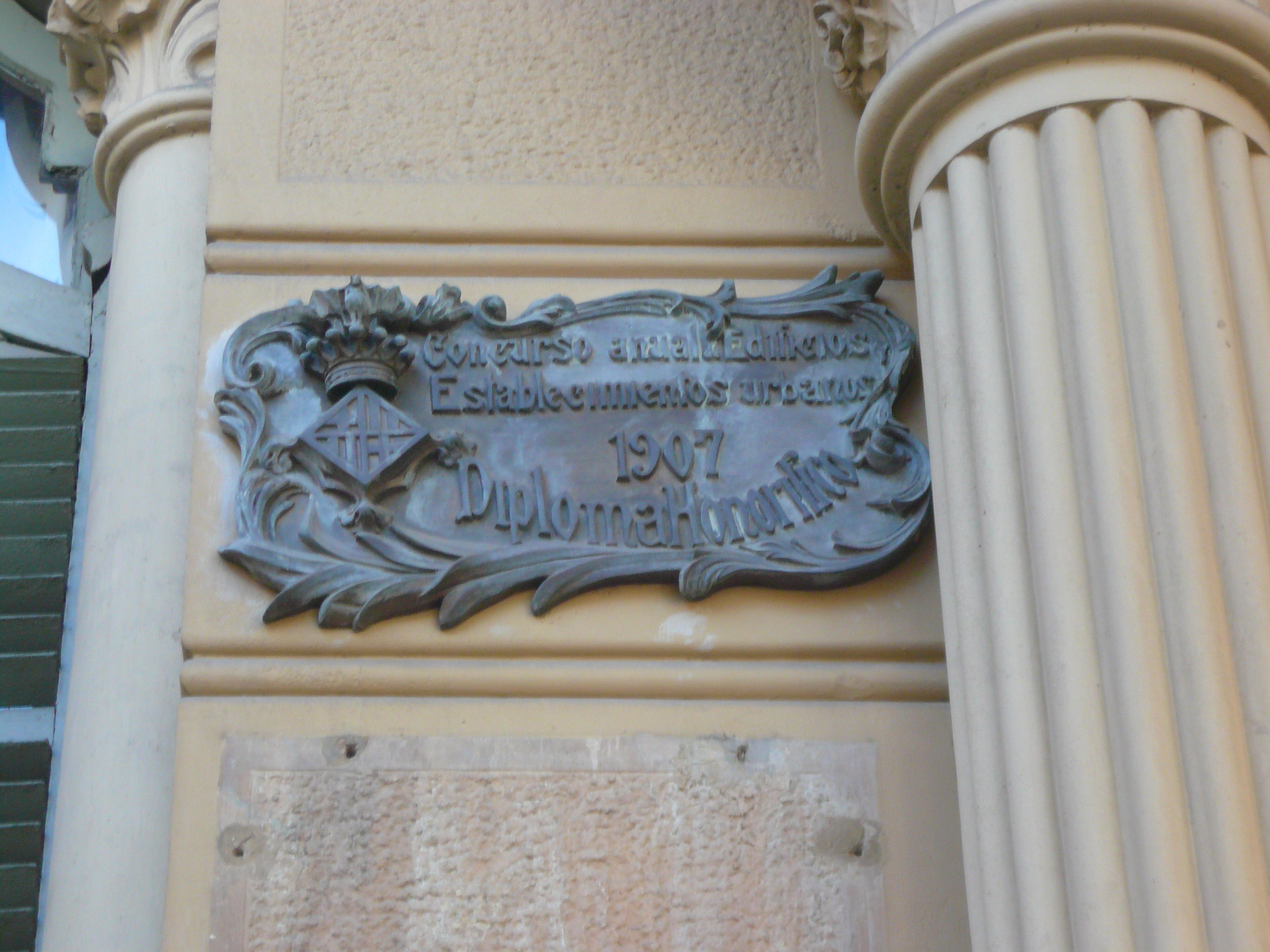